# Ziyaretli, Bozdoğan
Ziyaretli là một xã thuộc huyện Bozdoğan, tỉnh Aydın, Thổ Nhĩ Kỳ. Dân số thời điểm năm 2010 là 988 người.